# Comité Laïcité République
Pour les articles homonymes, voir Laïcité, République et CLR.
Le Comité Laïcité République (CLR) est une association loi de 1901 qui promeut la laïcité dans le débat public en France.

## Historique
Le Comité Laïcité République est fondé à la suite de l'affaire de Creil, en septembre 1989, en réaction à laquelle cinq intellectuels, à savoir Élisabeth Badinter, Régis Debray, Alain Finkielkraut, Élisabeth de Fontenay et Catherine Kintzler, signent la tribune « Profs, ne capitulons pas ! ».
Le Comité est formé en février 1991, à l'initiative du Grand Orient de France (GODF), principale obédience franc-maçonnique française.

## Présidents
En 1991, son premier président est Claude Nicolet. Il est ensuite tour à tour présidé par Henri Caillavet, franc-maçon du GODF, Philippe Foussier, grand maître de cette obédience, Jean-Marie Matisson, grand maître adjoint et Patrick Kessel, également ancien grand maître.
Entre décembre 2017 et mars 2021, il est présidé par Jean-Pierre Sakoun, qui intervient régulièrement dans la presse et les médias nationaux,. Il est ensuite élu président de l'association Unité laïque, dont Philippe Foussier est vice-président.
Depuis mars 2021, il est présidé par Gilbert Abergel, ancien grand maître du Grand Orient de France.

## Conception de la laïcité
Le CLR considère que la laïcité est unique et « sans qualificatif », qu’elle seule garantit la liberté absolue de conscience et qu'elle « n'est pas qu'une loi ». 

« Elle est aussi une philosophie de l'émancipation, de la liberté de conscience et de l'égalité des droits. »

Le CLR plaide pour le strict respect de la loi de 1905 sur la séparation des églises et de l’État, et à ce titre, s’oppose à la présence de crèches de Noël dans les lieux publics, comme les mairies, pendant les fêtes de fin d’année.
Il s’oppose au communautarisme politique et aux revendications identitaires. Il lutte contre le racisme, l’antisémitisme et toute autre forme de discrimination. Il dénonce le « racisme intolérable anti-maghrébin », « le racisme et l’hostilité anti-musulmans » tout en dénonçant « l’imposture de l’islamophobie », dans un pays comme la France « où la critique des idées est totale »,. Il combat également la « catho-laïcité » de l’extrême droite.
Sa conception de la laïcité conduit le CLR à critiquer les positions d’associations comme le Collectif contre l'islamophobie en France (CCIF) et le Parti des Indigènes de la République (PIR), ou même d'institutions gouvernementales comme celles de l’Observatoire de la laïcité.

## Activités
En décembre 2015, au nom du Comité Laïcité République, Jean Glavany, député des Hautes Pyrénées, Patrick Kessel, Président du Comité Laïcité République et Françoise Laborde, sénatrice de Haute Garonne, publient un communiqué commun critiquant le positionnement de l’Observatoire de la laïcité, ce dernier considérant qu'il n'existe « pas de problème de laïcité dans l’enseignement supérieur ».
Le 6 janvier 2018, le Comité Laïcité République co-organise la soirée « Toujours Charlie : de la Mémoire au Combat » en hommage aux victimes du terrorisme islamiste avec le Printemps républicain et la LICRA, avec le soutien de Charlie Hebdo, aux Folies Bergère ,.
En novembre 2018, le quotidien L’Opinion indique que le président de la République Emmanuel Macron réfléchit à une révision de la loi de séparation des Églises et de l'État de 1905, ce qui provoque de nombreuses réactions. Ainsi en janvier 2019, le Comité Laïcité République initie pétition à laquelle participent une trentaine d'autres associations et plusieurs personnalités pour s'opposer à modification la loi de 1905 même « sous prétexte de lutter contre des menées communautaristes »,. Finalement Emmanuel Macron abandonne ce projet.
Son action s’appuie également sur celles de comités locaux. 

### Prix de la laïcité
Chaque année depuis 2003, le Comité Laïcité République décerne les « prix de la laïcité » à des personnalités françaises et étrangères, distinguées pour leur action en faveur de la laïcité. Quatre prix sont attribués : prix national, prix international, prix science et laïcité et prix Culture et laïcité et éventuellement de mentions à l'un ou plusieurs de ces prix. 
Mediapart estime en 2019 que les récipiendaires du prix sont proches du Printemps républicain.

#### Lauréats
- 2010
  - Isabelle Adjani prix de la laïcité[26].
- 2011

- - Natalia Baleato[27].

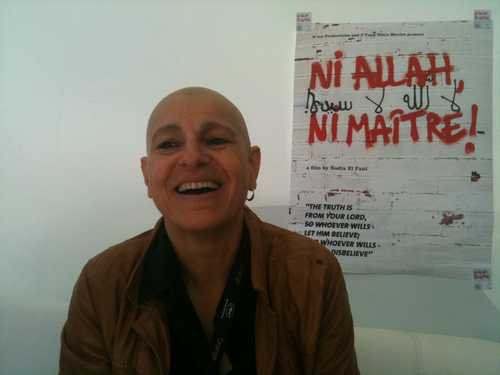
Nadia El Fani devant la première affiche du film Laïcité, Inch'Allah !.

  - Nadia El Fani, réalisatrice franco-tunisienne du film Laïcité, Inch'Allah ! prix de la laïcité[27].
- 2012
  - Françoise Laborde, sénatrice PRG de la Haute-Garonne, prix national de la laïcité[28].
- 2014
  - Shoukria Haidar est présidente de l'Association Negar-Soutien, elle reçoit le prix International de la laïcité pour son action en faveur des femmes afghanes[29].
  - Henri Peña-Ruiz, mention au prix de la laïcité[29].
  - Catherine Kintzler, mention au prix de la laïcité[29].
  - Jean-Luc Petithuguenin, prix national de la laïcité[29].
- 2017
  - Inna Shevchenko, prix international de la laïcité[30].
- 2018
  - Georges Bensoussan
  - Boualem Sansal, prix international de la laïcité[31].
- 2020 
  - Richard Malka, prix national de la laïcité.
  - Kamel Daoud, prix international de la laïcité[32].
  - Yves Bréchet, Prix Sciences et Laïcité.
  - Laurent Bouvet, prix spéciale
  - Rachida Hamdan, Mention au Prix national
  - Mohamed Ould Cheikh M'Kheitir, Mention au prix International
- 2021 : 
  - Rachel Khan, prix national de la laïcité[33].
  - Leïla Mustapha, prix international de la laïcité[34].
- 2022 : 
  - Annie Sugier, prix national de la laïcité[35].
- 2023 :  
  - Michaël Delafosse, prix national de la laïcité [36],[37].
  - Hirbod et Hilda Dehghani-Azar, prix international de la laïcité [37]
  - Florence Bergeaud-Blackler, prix science et laïcité[37]
  - Troupe du Pompon, prix culture et laïcité[37]
- 2024 : 
  - Sophia Aram, prix national de la laïcité[38],[39].
  - Yves Gingras, prix science et laïcité [14].

## Controverse
En 2023, le Comité Laïcité République de Loire-Atlantique doit déprogrammer son invitation faite à la militante féministe Marguerite Stern, dont les positions sont considérées comme transphobes et que certains de ses contradicteurs placent à l'extrême droite de l'échiquier politique français.